# Glenn Panoho
Pas d'image ? Cliquez ici

a Compétitions nationales et continentales officielles uniquement.

b Matchs officiels uniquement.
Dernière mise à jour le 30 janvier 2025.
Glenn Panoho, né le 12 mai 1971 à Whangarei (Nouvelle-Zélande), est un joueur de rugby à XV d’origine māori, qui a évolué avec l'équipe d'Australie et les Queensland Reds au poste de pilier (1,83 m pour 120 kg).

## Carrière

### En équipe nationale
Glenn Panoho effectue son premier test match le 22 août 1998 contre l'équipe d'Afrique du Sud.

## Palmarès
- Nombre de matchs avec l'Australie : 21
- Sélections par année : 5 en 1998, 4 en 1999, 9 en 2000, 1 en 2001, 2 en 2003